# Keaton Parks
Keaton Parks (Plano, 1997. augusztus 6. –) amerikai válogatott labdarúgó, a New York City középpályása.

## Pályafutása

### Klubcsapatokban
Parks a texasi Plano városában született. Az ifjúsági pályafutását a Liberty High School Frisco csapatában kezdte, majd a Liverpool Warriors akadémiájánál folytatta.
2015-ben mutatkozott be a portugál Varzim felnőtt keretében. 2017-ben a Benficához igazolt. A 2019-es szezonban az észak-amerikai első osztályban szereplő New York City csapatát erősítette kölcsönben. 2020. január 8-án szerződést kötött a New York City együttesével. Először a 2020. március 1-jei, Columbus Crew ellen 1–0-ra elvesztett mérkőzés 63. percében, Sebastien Ibeagha cseréjeként lépett pályára. Első gólját 2020. augusztus 30-án, a Chicago Fire ellen hazai pályán 3–1-es győzelemmel zárult találkozón szerezte meg.

### A válogatottban
Parks az U23-as korosztályú válogatottban is képviselte Amerikát.
2018-ban debütált a felnőtt válogatottban. Először a 2018. május 29-ei, Bolívia ellen 3–0-ra megnyert barátságos mérkőzés 62. percében, Josh Sargentet váltva lépett pályára.

## Statisztikák
2023. június 25. szerint
| Klub          | Szezon   | Osztály       | Bajnokság | Bajnokság | Kupa  | Kupa | Nemzetközi | Nemzetközi | Összesen | Összesen |
| Klub          | Szezon   | Osztály       | Meccs     | Gól       | Meccs | Gól  | Meccs      | Gól        | Meccs    | Gól      |
| ------------- | -------- | ------------- | --------- | --------- | ----- | ---- | ---------- | ---------- | -------- | -------- |
| Benfica       | 2017–18  | Liga Portugal | 4         | 0         | 2     | 0    | —          | —          | 6        | 0        |
| New York City | 2019     | MLS           | 23        | 1         | 3     | 2    | —          | —          | 26       | 4        |
| New York City | 2020     | MLS           | 26        | 3         | 0     | 0    | 3          | 0          | 29       | 3        |
| New York City | 2021     | MLS           | 31        | 4         | 0     | 0    | 1          | 0          | 32       | 4        |
| New York City | 2022     | MLS           | 21        | 2         | 2     | 0    | 7          | 0          | 30       | 2        |
| New York City | 2023     | MLS           | 20        | 2         | 0     | 0    | —          | —          | 20       | 2        |
| New York City | Összesen | Összesen      | 121       | 12        | 5     | 2    | 11         | 0          | 137      | 14       |
| Összesen      | Összesen | Összesen      | 125       | 12        | 7     | 2    | 11         | 0          | 143      | 14       |

### A válogatottban
| Válogatott       | Év       | Pályára lépés | Gól |
| ---------------- | -------- | ------------- | --- |
| Egyesült Államok | 2018     | 1             | 0   |
| Összesen         | Összesen | 1             | 0   |

## Sikerei, díjai
New York City
- MLS
  - Bajnok (1): 2021

- Campeones Cup
  - Győztes (1): 2022